# کم گینوئیه
کم گینوئیه یک منطقهٔ مسکونی در ایران است که در دهستان هلیل واقع شده‌است.